# 刚果共和国
刚果共和国（法語：République du Congo；基图巴语：Repubilika ya Kongo；林加拉语：Republiki ya Kongó），简称刚果、布拉柴维尔刚果或刚果（布），是非洲中部的一个国家，首都为布拉柴维尔，接壤刚果民主共和国、喀麦隆、中非共和国、加蓬以及安哥拉等国，毗邻几内亚湾。
历史上该地由班图人的部落控制，后成为法国殖民地，通用法语，1960年获得独立。1970年至1991年间国名为刚果人民共和国，是一个馬克思列寧主義一党制国家；1992年曾改用多党制，但1997年此政府在内战中倒台。

## 历史
班图人曾经于13世纪末14世纪初在这个地区建立过刚果王国，领土包括现在的安哥拉、加蓬和刚果民主共和国的疆域。15世纪晚期，欧洲人来到这里开始奴隶贸易。到19世纪早期奴隶贸易结束的时候，这些班图王国都衰落了。1880年，法国正式开始对刚果的殖民统治。1884年的柏林会议确定法国殖民地与比属刚果以刚果河为界。1910年法国设立法属赤道非洲，包括现在的刚果共和国、加蓬、乍得和中非共和国，布拉柴维尔被定为首府。
第二次世界大战中，法属赤道非洲当局支持戴高乐将军，1940年－1943年布拉柴维尔更是被选作自由法国的象征性首都。
1958年9月经过法国全民公决，通过新宪法。法属赤道非洲解体，11月28日，4个成员国各自成为法兰西共同体内的自治国家。1960年8月15日，刚果正式独立，这一天成为刚果国庆至今。独立后一度政权更迭频繁：1960年，富爾貝·尤盧当选为第一任总统，旋即在1963年的“剛果八月革命”中被推翻，由阿尔方斯·马桑巴-代巴接任，而他又在1968年7月31日被马里安·恩古瓦比等联合发动的“七·三一运动”推翻。次年12月国名改为刚果人民共和国。1977年，恩古瓦比遇刺身亡，若阿基姆·雍比－奥庞戈出任总统，两年后被执政党刚果劳动党罢免，不久德尼·萨苏-恩格索成为党主席，同时当选总统。
1990年7月，劳动党决定放弃马克思列宁主义，但坚持社会主义，实行多党制，放弃领导地位。次年上半年举行全国会议，通过临时宪法，恢复独立时的国名、国旗和国歌。1992年举行实行多党制后的首次总统大选，泛非社会民主联盟主席帕斯卡尔·利苏巴当选总统。1997年6月刚果内战爆发，利苏巴战败逃亡，萨苏成为总统。此后的2002年和2009年两次在大选中胜出，当选总统至今。

## 政治
刚果为总统共和制政体，总统由直接普选产生，任期7年，可连选连任一次，为国家元首、政府首脑和军队最高统帅，有各部部长任免权，且部长只对总统负责，然而自1997年至2024年，德尼·萨苏-恩格索持续担任总统。议会分参议院和国民会议两院，两院均有立法权。参议院66席，其中60名由地区选举团间接选举产生，另6名给普尔地区待选，任期6年，每3年通过抽签改选三分之一；国民议会153个议席，由直接选举产生，任期5年，可连选连任。总统与议会两院共同拥有立法创议权，但总统无解散议会的权力，国民议会也无罢免总统和弹劾政府的权力。如总统职位空缺则由参议院议长代行其职务。现任总统为德尼·萨苏-恩格索。
现行宪法于2002年1月20日全民公投通过，为该国历史上第八部宪法。
独立后长期由刚果劳动党一党执政，该党于1969年12月31日由已故总统马里安·恩古瓦比创立，宣称为共产主义政党。1990年宣布放弃马克思列宁主义，并开放党禁。该党在1992年多党制选举到1997年10月内战结束间曾退居在野党。

### 行政区划
全国分为15个省一个市：
1. 布恩扎省
2. 布拉柴维尔省
3. 盆地省
4. 西盆地省
5. 奎卢省
6. 莱库穆省
7. 利夸拉省
8. 尼阿里省
9. 高原省
10. 黑角市省
11. 普尔省
12. 桑加省
13. 刚果—乌班吉省（英语：Congo-Oubangui Department）
14. 恩凯尼—阿利马省（英语：Nkéni-Alima Department）
15. 朱埃—莱菲尼省（英语：Djoué-Léfini Department）

## 地理
刚果处于非洲中西部。东部和南部以刚果河及其支流乌班吉河为界河，同刚果民主共和国相邻。西部与加蓬接壤，北部则同喀麦隆、中非共和国为邻。西南接安哥拉。大西洋海岸线较短。
首都布拉柴维尔位于刚果河畔，同刚果民主共和国的首都金夏沙毗邻。
北部属刚果盆地，海拔约200～300米，多沼泽；南部是海拔500～1000米的高原，沿海有狭窄低地。

## 經濟

剛果婦女服飾

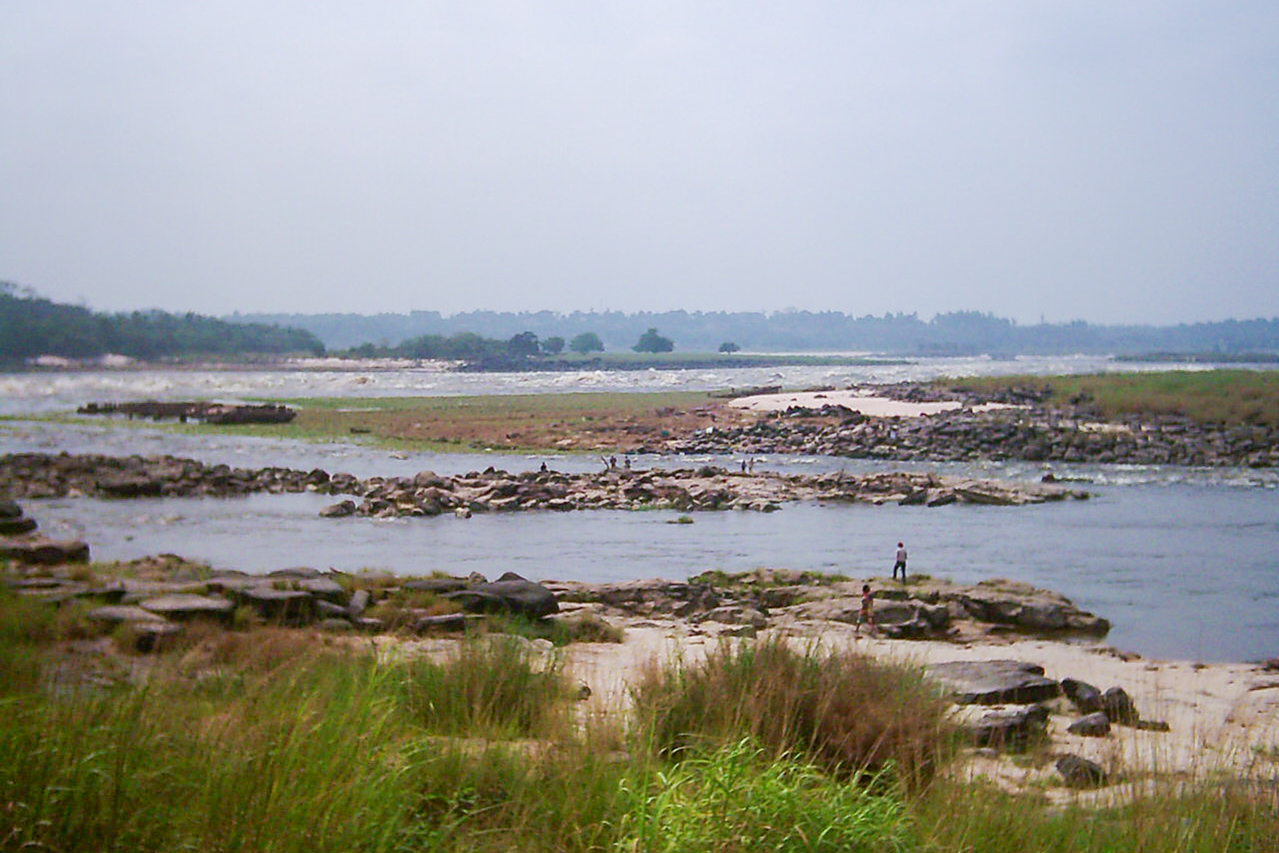
李文斯頓瀑布

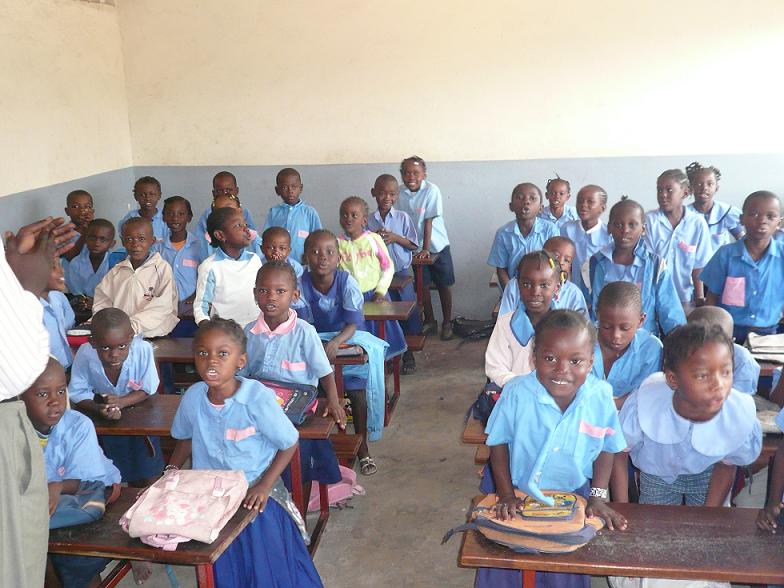
小學

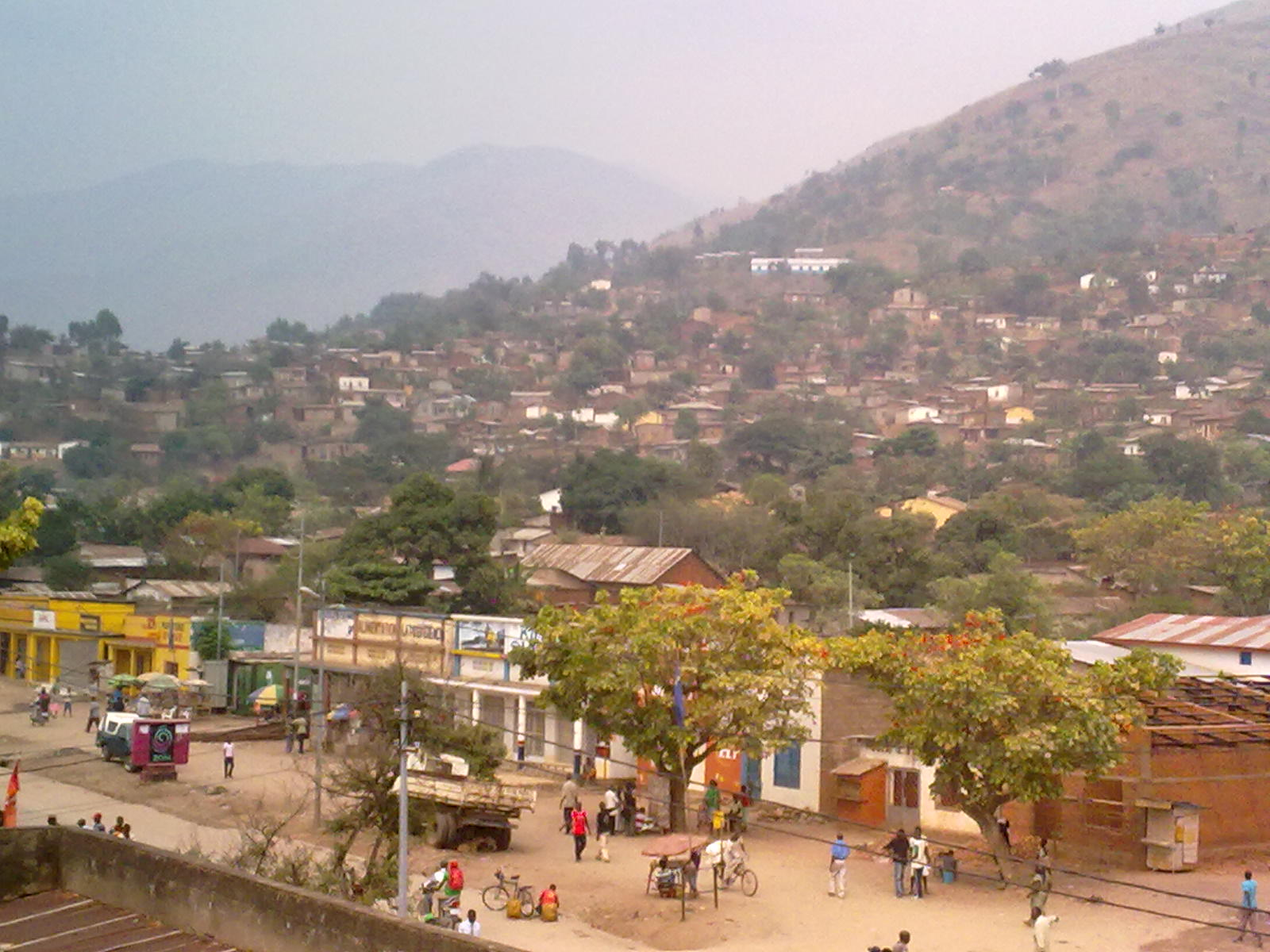
農村地區

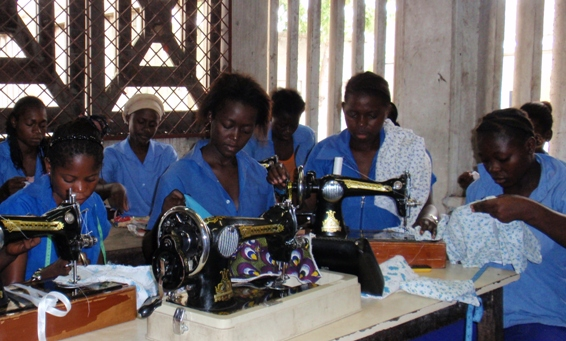
成衣廠

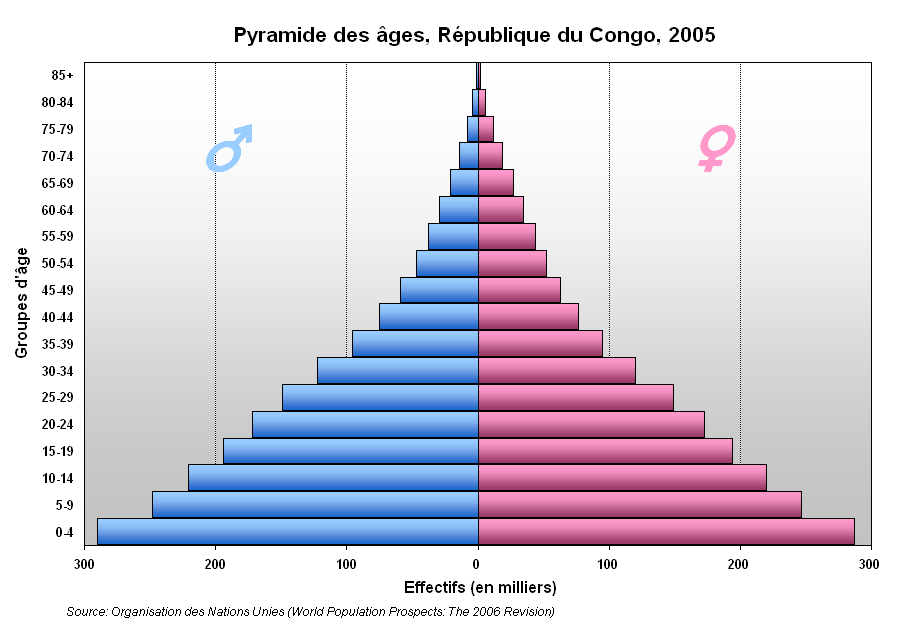
低壽命的人口結構

剛果共和國經濟包括農業和手工業，工業部門以石油和相關產業為主，已經替代林業成為剛果支柱產業。1980年代，由於石油價格上漲，剛果的國民生產總值以百分之五的速度增長，成為非洲增長最快的國家之一。1994年，非洲法郎暴跌50%，導致1994年全年通貨膨脹率達到61%。自此後剛果開始在世界銀行和國際貨幣基金組織的支持下進行經濟改革。1997年由於內戰爆發，改革中止。現任總統上台後表示了繼續私有化改革的意願，但因為石油價格的波動和政局一直不穩定，因而政府在內政和經濟方面仍然處境艱難。2018年6月22日，剛果成為石油輸出國家組織的成員。截至2023年，剛果共和國的男性失業率超過20%，而年輕人的失業率達42%。

## 人口
总计:
- 4,480,000人（大約）

年龄结构：
- 0-14岁: 37.9%（男性571,224;女性563,723）
- 15-64岁: 58.5%（男性865,596;女性888,125）
- 65岁以上: 3.6%（男性45,093;女性64,279）

年龄中值:
- 全部: 17.4岁
- 男性: 17岁
- 女性: 17.9岁

人口增长率:
- 2.42%

出生率:
- 36.66每千人

死亡率:
- 14.49每千人

性别比率:
- 出生: 1.03男/女
- 15岁以下: 1.01男/女
- 15到64岁: 0.98男/女
- 65岁以上: 0.7男/女
- 总计: 0.98男/女

婴儿死亡率:
- 总计: 93.86每千新生儿
- 男性: 99.95每千新生儿
- 女性: 87.59每千新生儿

预期寿命:
- 全部人口: 49.51岁
- 男性: 48.51岁
- 女性: 50.55岁

族裔:
- 刚果族48%,桑哈族20%,姆博齐族12%,特克族17%,欧裔等3%

宗教:
- 基督教87.1%,無宗教8.0%,本土信仰2.7%,穆斯林1.2%,其他1%（2020）

识字率:
（15岁以上可读写人口）
- 总计: 83.8%
- 男性: 89.6%
- 女性：78.4%（2003 est.）

（数据来自NATO大部分为2004年估计值）

### 主要城市
| 布拉柴维尔 黑角 | 1  | 布拉柴维尔 | 布拉柴维尔省 | 1,373,382 |
| 布拉柴维尔 黑角 | 2  | 黑角       | 黑角省       | 715,334   |
| 布拉柴维尔 黑角 | 3  | 多利西     | 尼阿里省     | 83,798    |
| 布拉柴维尔 黑角 | 4  | 恩卡伊     | 布恩扎省     | 71,620    |
| 布拉柴维尔 黑角 | 5  | 因普豐多   | 利夸拉省     | 33,911    |
| 布拉柴维尔 黑角 | 6  | 韋索       | 桑加省       | 28,179    |
| 布拉柴维尔 黑角 | 7  | 馬丁古     | 布恩扎省     | 25,713    |
| 布拉柴维尔 黑角 | 8  | 奥旺多     | 盆地省       | 24,736    |
| 布拉柴维尔 黑角 | 9  | 錫比提     | 萊庫穆省     | 22,951    |
| 布拉柴维尔 黑角 | 10 | 盧泰泰     | 布恩扎省     | 19,212    |